# 倚天屠龍記 (1978年電視劇)
《倚天屠龍記》（英語：Heaven Sword and Dragon Sabre）是香港電視廣播有限公司根據金庸所著的武俠小說《倚天屠龍記》改編而拍攝製作的古裝武俠劇集，全劇共25集，監製招振強。這劇廣泛認為是眾多版本中最貼近原著的版本，首播創下極高收視，而金庸表示除了《书剑恩仇录》和《神雕侠侣》之外，自己觉得拍得最好的。本劇平均收視達60點，成為tvb1978年全年收視冠軍。
由於此劇《倚天屠龍記》是唯一根據報紙上連載版改編，所以劇中趙敏的名字是趙明，等到了1977年，金庸完成了《倚天屠龍記》的修訂，趙明才正式變成了趙敏。此外，佳視的《神鵰俠侶》（1976年）與本劇的郭襄一角均由林欣欣飾演，使兩齣由不同電視台所拍攝的電視劇巧妙地連結在一起。另外林欣欣也在本劇裡飾演黃衫女子一角。因此，可以說是非官方之續集。
此劇曾經於1980年及1987年在翡翠台重播。

## 概要
首播的時候就創下了60點的收視紀錄平均，相當於近300萬香港人觀看。而郑少秋主唱的倚天屠龙记主题曲成为1978年十大中文金曲颁奖礼的获奖金曲。
此版本则是以赵敏为救父兄而牺牲作结，惹起当时不少观众不满，为此TVB补拍了复活镜头。

## 演員

### 主要演員
| 演員   | 角色   |
| 鄭少秋 | 張無忌 |
| 汪明荃 | 趙敏   |
| 趙雅芝 | 周芷若 |
| 夏 雨  | 張翠山 |
| 黃淑儀 | 殷素素 |

### 武當派
| 演員   | 角色             |
| 關海山 | 張君寶（張三丰） |
| 張活游 | 宋遠橋           |
| 關 鍵  | 俞蓮舟           |
| 張英才 | 俞岱岩           |
| 廖偉雄 | 張松溪           |
| 林偉圖 | 殷梨亭           |
| 談泉慶 | 莫聲谷           |
| 關 聰  | 宋青書           |
| 黃宗賜 | 童年張無忌       |

### 明教
| 演員   | 角色             |
| 石堅   | 謝遜             |
| 梁克遜 | 陽頂天           |
| 夏麗嫻 | 陽夫人           |
| 黃允財 | 楊 逍            |
| 李道渝 | 范 遙            |
| 施 明  | 黛綺絲(金花婆婆) |
| 楊盼盼 | 楊不悔           |
| 白文彪 | 殷天正           |
| 楊炎棠 | 韋一笑           |
| 陳玉蓮 | 小 昭            |
| 鄭則士 | 說不得           |
| 野 峯  | 周 顛            |
| 馬慶生 | 鐵冠道人(張中)   |
| 金興賢 | 冷 謙            |
| 譚錦華 | 彭瑩玉           |
| 陳崇輝 | 吳勁草           |
| 羅國維 | 胡青牛           |
| 黎永強 | 常遇春           |
| 石小麟 | 顏 垣            |
| 程乃根 | 朱元璋           |
| 黃伯文 | 徐 達            |
| 羅振彪 | 鄧 愈            |

### 天鷹教
| 演員   | 角色     |
| 王炳麟 | 殷野王   |
| 梅 蘭  | 殷野王妻 |
| 蕭少玲 | 殷野王妾 |
| 莊文清 | 蛛 兒    |
| 朱 剛  | 殷無福   |
| 徐佑麟 | 殷無祿   |
| 羅 強  | 殷無壽   |

### 峨嵋派
| 演員   | 角色     |
| 上官玉 | 滅絕師太 |
| 佩 雲  | 靜 玄    |
| 楊盼盼 | 紀曉芙   |
| 黃楚英 | 貝錦儀   |
| 江可愛 | 丁敏君   |
| 容守怡 | 峨眉弟子 |
| 石 虹  | 峨眉弟子 |
| 溫玉珍 | 峨眉弟子 |

### 少林派
| 演員   | 角色         |
| 江 毅  | 成 崑 (圓真) |
| 張 生  | 空 聞        |
| 周 吉  | 空 智        |
| 駱 恭  | 空 見        |
| 李鵬飛 | 空 性        |
| 葉夏利 | 老 僧        |
| 陳國權 | 三神僧       |
| 孔元德 | 三神僧       |
| 譚 寶  | 三神僧       |
| 朱 剛  | 少林僧       |
| 麥大成 | 肥廚師       |

### 崑崙派
| 演員   | 角色   |
| 蕭 亮  | 何太沖 |
| 鄭少萍 | 斑淑嫻 |

### 華山派
| 演員   | 角色     |
| 鄺偉強 | 華山掌門 |
| 林文偉 | 鮮于通   |
| 鄺偉強 | 華山二虎 |
| 梁少華 | 華山二虎 |

### 崆峒派
| 演員   | 角色     |
| 張錦桃 | 崆峒掌門 |
| 吳元俊 | 宗維俠   |
| 曾楚霖 | 唐文亮   |

### 汝陽王府
| 演員   | 角色   |
| 黃 新  | 汝陽王 |
| 焦 雄  | 王保保 |
| 劉雅麗 | 韓 姬  |
| 高 崗  | 鹿杖客 |
| 徐廣林 | 鶴筆翁 |
| 吳子山 | 侍衛長 |
| 石中玉 | 哈總管 |

### 趙敏下屬
| 演員   | 角色   |
| 李家鼎 | 方東白 |
| 何禮男 | 阿 二  |
| 何廣倫 | 阿 三  |
| 鞠覺亮 | 張三毀 |
| 黃英華 | 李四摧 |

### 丐幫
| 演員   | 角色     |
| 徐佑麟 | 何長老   |
| 龍天生 | 陳友諒   |
| 潘健君 | 李長老   |
| 黃志強 | 鄭長老   |
| 謝 虹  | 傳功長老 |
| 梁少狄 | 掌砵龍頭 |
| 呂良偉 | 長老     |
| 何貴林 | 丐幫幫主 |

### 波斯明教
| 演員   | 角色     |
| RITA   | 波斯三使 |
| LEO    | 波斯三使 |
| GEORGE | 波斯三使 |
| 姜華生 | 寶樹王   |

### 其他演員
| 演員   | 角色     |
| 陳 東  | 史鏢頭   |
| 鄭則士 | 都大錦   |
| 黎劍雄 | 姚清泉   |
| 何璧堅 | 朱長齡   |
| 陳復生 | 朱九真   |
| 高俊文 | 店小二   |
| 黎劍雄 | 溫尉兒   |
| 陳一言 | 黑林缽夫 |
| 霍潔貞 | 丫 鬟    |
| 鍾愛玲 | 妓 女    |
| 林 添  | 管 家    |
| 郭大偉 | 船老大   |
| 甘國衛 | 船伙甲   |
| 吳子山 | 船伙乙   |
| 林世傑 | 船伙丙   |
| 郭 峰  | 韓千葉   |
| 吳殷志 | 杜百當   |
| 梅 蘭  | 杜 妻    |
| 胡大為 | 萬壽無疆 |
| 張國華 | 青海三怪 |
| 陳嶺威 | 青海三怪 |
| 岑潛波 | 青海三怪 |
| 林欣欣 | 黃衣少女 |
| 韋以茵 | 白衣少女 |
| 羅麗娟 | 白衣少女 |
| 曹 濟  | 司馬千鐘 |
| 梁鴻華 | 夏 宵    |
| 梁 愛  | 中年婦人 |
| 黃偉光 | 酒 保    |
| 黃思恩 | 武 士    |
| 莫慶廉 |          |
| 惠英仙 |          |

## 影碟發行
以下所有影碟發行均由電視廣播(國際)有限公司授權：
香港發行代理商現代音像(國際)有限公司於2001年推出發行了《倚天屠龍記》VCD影碟零售版本，此影碟將已播放的集數並製作成14隻碟作為片段完整及無刪剪版本，每隻碟跟電視劇的每集片長約60分鐘一樣，設有粵語及國語發音版本並配上繁體中文字幕。
台灣發行代理商弘音多媒體科技股份有限公司於2007年推出發行了《倚天屠龍記》DVD影碟零售版本，此影碟燒錄VCD香港版的14隻碟作為集數，共4隻碟，設有粵語及國語發音版本並配上非隱藏繁體中文字幕。
香港發行代理商寰宇娛樂於2015年推出了《倚天屠龍記》DVD數碼復修版影碟零售版本，此影碟將足本二十五集收錄於5集DVD影碟，設有粵語及英語發音版本並配上隱藏式繁體中文及簡體中文字幕。

## 外部連結
- 《倚天屠龍記》 myTV SUPER （页面存档备份，存于）
- 豆瓣电影上《倚天屠龍記》的資料 （简体中文）